# Guillaume de Beauchamp (9e comte de Warwick)
Pour les articles homonymes, voir Guillaume de Beauchamp.
Guillaume (IV) de Beauchamp (vers 1238–5 ou 9 juin 1298), 9e comte de Warwick, est un important baron et officier anglais. Il combattit les Gallois et les écossais (Scots).

## Biographie
Il est le fils aîné de Guillaume III de Beauchamp d'Elmley Castle, et d'Isabelle Mauduit, sœur et héritière de Guillaume Mauduit († 1268), 8e comte de Warwick. Il avait une sœur, Sarah, qui épousa Richard Talbot. À la mort de son père en 1268, il hérita de la charge héréditaire de shérif du Worcestershire. À la mort de son oncle, en janvier 1268, il hérita de son titre et de ses terres.
Familier du roi Édouard Ier d'Angleterre, il fut le premier capitaine de l'armée lors de l'invasion du Pays de Galles en 1277,. En 1294, il mit un terme au siège du Château de Conwy, où le roi s'était retranché en traversant l'estuaire. Il remporta une nouvelle victoire le 5 mars 1295 à Maes Moydog, contre le prince rebelle Madog ap Llywelyn. Il surprit de nuit l'infanterie galloise : par une charge de cavalerie, il contraignit ses ennemis à se former en groupes compacts, qui furent ensuite décimés par les archers.

## Mariage et descendance
De son mariage avec Maud FitzJohn († 16 ou 18 avril 1301), il eut :
- Isabelle de Beauchamp († 1306), qui épousa en premières noces Payn Chaworth, et en secondes noces Hugues le Despenser (1er comte de Winchester)[1] ;
- Guy de Beauchamp, qui succéda à son père[1], et épousa Alice de Toeni, veuve de Thomas de Leyburne.

## Voir également
- (en) Cet article est partiellement ou en totalité issu de l’article de Wikipédia en anglais intitulé « William_de_Beauchamp, 9th Earl of Warwick » (voir la liste des auteurs).